# Застава Словеније
Државна застава Словеније састоји се од три једнако широке водоравне пруге беле, плаве, и црвене боје. Грб Словеније на застави се налази при врху на левој страни. На грбу је бели Триглав, највиша планина у Словенији, на плавој позадини; под њим су две таласасте плаве линије које означавају Јадранско море и локалне реке. Изнад планине су три шестокраке звезде.
Боје заставе су пансловенске, али су се употребљавале и раније на бившим заставама и подразумевају се као народне боје Словеније. Први пут су кориштене на застави из 1848. године за време раста словеначког национализма. Редослед боја преузет је са руске заставе.
За време Југославије, словеначка застава је наставила да симболизује Словенију. 1945. године, у средину заставе стављена је црвена звезда, која је онда била симбол Социјалистичке Републике Словеније. Након осамостаљења Словеније од Југославије, звезда је замењена новим грбом. Нова застава је прихваћена 27. јуна 1991.

## Галерија
- Стандарта председника Републике, мера 1:1
- Застава Народне Републике Словеније (18. јануар 1947 – 7. април 1963) и Социјалистичке Републике Словеније (7. април 1963 – 27. јуни 1990), мера 1:2